# بخش لوو

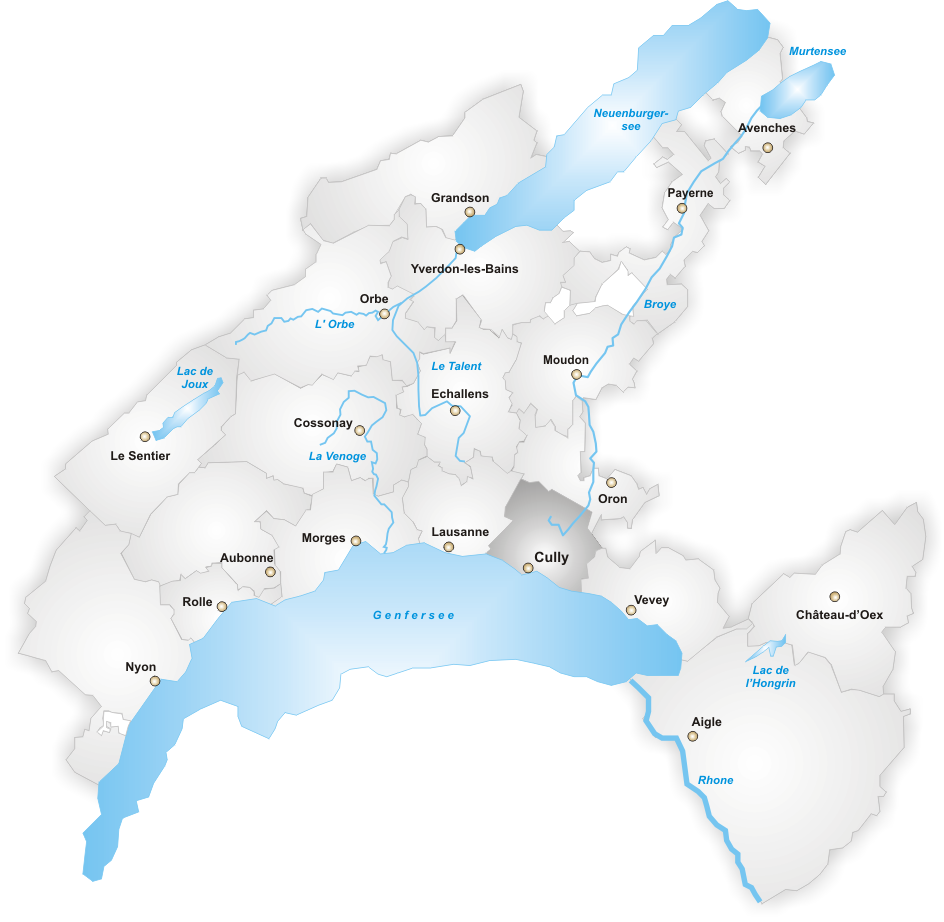
نمایی از بخش لوو، یکی از بخشهای کانتون وو - ۲۰۰۵

بخش لوو (به فرانسوی: District de Lavaux) یکی از بخشهای کانتون وو در کشور سوئیس است.